# 大西良慶
大西 良慶（おおにし りょうけい、1875年（明治8年）12月21日 - 1983年（昭和58年）2月15日）は、北法相宗の僧。京都清水寺の貫主を務め、晩年は長寿の高僧としても有名であった。

## 略歴
奈良県の出身であり、本名は広次、号は「無隠」。1889年に奈良の興福寺に入り、千早定朝師に従い出家する。奈良英和学校で英学を学ぶ。1890年、法隆寺の佐伯定胤に唯識を学ぶ。1899年、興福寺231世となり、1904年には、法相宗の管長に就任する。
1914年、清水寺住職となるが、興福寺も引き続き兼務する。1959年、藍綬褒章受章。1965年、清水寺を本山とする北法相宗を設立、初代の管長に就任する。法相宗以外の諸宗にも造詣が深く、日本宗教者平和協議会会長など仏教界の要職を歴任した。良慶節と呼ばれる独特の説法でも親しまれた。平和・民主・革新の日本をめざす全国の会（全国革新懇）世話人も務めた。
1976年、鹿児島市で生まれた日本初の五つ子の名付け親となった。NHK政治部記者・山下頼充と紀子夫妻の子どもたちで、5卵生であった。長男・福太郎、長女・寿子、次男・洋平、次女・妙子、三女・智子と名付けられた。
1983年、107歳で天寿を全うした。

## 著書
- 仏説盂蘭盆経講話（1916年、藤井佐兵衛）
- 菜根譚百則（1934年、文化時報社出版部）
- 大西良慶先生講話集（1935年、東方書院）
- 大西良慶和上米寿記念集（1963年、大西良慶先生米寿記念会）
- 慈眼（1964年、永田文昌堂）
- 奉賛聖徳太子（1970年、北法相宗宗務所）
- 笠杖（1970年、清水寺成就院）
- 信仰と人生（1972年、雄渾社）
- 観音の信仰（1972年、清水寺）
- 白寿 大西良慶白寿記念墨蹟集（1973年、雄渾社）
- 花もみじ（1974年、清水寺）
- 観音経のこころ（1975年、雄渾社）
- 心経のこころ（1975年、雄渾社）
- 人間のこころ（1976年、心経のこころ）
- 百年を生きる（1976年、現代史出版会）
- ゆっくりしいや 百年の人生を語る（1976年、PHP研究所）
- 円光は遍く照らす（1977年、読売新聞社）
- 人間ざかりは百五歳 七十、八十は鼻たれ小僧 わしらの人生これからこれから（1979年、山手書房）- 平櫛田中との共著
- 楽しんで生きる（1979年、ポニー）
- 坐禅和讃講話（1980年、大法輪閣）
- 千古香風（1980年、清水寺）
- 日々平安（1981年、清水寺）
- 生かされて生きる心 大西良慶観音説法（1981年、講談社）
- 人間はねえ（1982年、美乃美）
- 夜船閑話講話（1982年、大法輪閣）
- 信仰と人生（1982年、雄渾社）
- 日々好日（1982年、清水寺）
- 心経のこころ（1982年、雄渾社）
- 法華経自我偈観音経偈講話（1984年、大法輪閣）